# Mareșalul Kutuzov (film din 1944)
Mareșalul Kutuzov (titlul original: în rusă Кутузов, transliterat: Kutuzov) este un film istoric dramatic sovietic, realizat în 1944 de regizorul Vladimir Petrov, protagoniști fiind actorii Aleksei Diki, Nikolai Ohlopkov, Serghei Zakariadze și Vladimir Gotovțev.

## Rezumat
Filmul prezintă evenimentele războiului din 1812 și descrie personalitatea lui Mihail Illarionovici Kutuzov, cel mai semeț prinț de Smolensk, un comandant rus, feldmareșal, elev al lui Aleksandr Suvorov.

## Distribuție
- Aleksei Diki – general-feldmareșalul Mihail Kutuzov
- Nikolai Ohlopkov – generalul de infanterie Mihail Andreas Barclay de Tolly
- Serghei Zakariadze – generalul de infanterie Piotr Ivanovici Bagration
- Vladimir Gotovțev – generalul de cavalerie Leonti Bennigsen, șeful Statului Major General
- Nikolai Timcenko – împăratul Alexandru I al Rusiei
- Nikolai Rîjov – Volkonski
- Semion Mejinski – împăratul Napoleon Bonaparte
- Evgheni Kalujski – mareșalul Louis Alexandre Berthier
- Nikolai Brilling – mareșalul Joachim Murat
- Arkadi Poliakov – mareșalul Louis Nicolas Davout
- Serghei Blinnikov – generalul de cavalerie Matvei Platov
- Konstantin Șilovțev – general-locotenent Piotr Konovnițîn
- Boris Cirkov – Denis Davîdov
- Vladimir Erșov – un husar
- Ivan Skuratov – soldatul Semion Jestiannikov
- Mihail Pugovkin – soldatul Fedia
- Aleksandr Stepanov – mareșalul Michel Ney
- Gavriil Terehov – generalul Batist Lauriston